# Эйжен, Владимир Евгеньевич
Владимир Евгеньевич Эйжен (1888—1941) — артист цирка, музыкальный эксцентрик, заслуженный артист РСФСР (1939).

## Биография
Родился 28 июля 1888 года, сын Е. Я. Эйжена (1861—1926) — циркового администратора, в юности воздушного гимнаста.
Дебютировал в 1895 в цирке Вильгельма Сура как клишник (артист, демонстрирующий с помощью специальных упражнений предельную гибкость тела при сгибании вперед), в дальнейшем овладел многими цирковыми жанрами. Учился в Рижском музыкальном училище. Как музыкальный эксцентрик стал выступать с 1910 года.
В 1937—1941 годах выступал самостоятельно и с разными партнёрами, в том числе со своей дочерью — Евгенией (1917—1982). В 1939 году Владимир Эйжен возглавил цирковой коллектив, с которым по собственному сценарию (с участием Евгения Гершуни) осуществил постановку циркового спектакля «Теплоход „Весёлый“».
Умер 17 февраля 1941 года в Московском цирке перед выходом на манеж после объявления своего номера. Похоронен на Новодевичьем кладбище (2 участок, 1 ряд). 30 июня 2010 года на Новодевичьем кладбище состоялось торжественное открытие отреставрированного памятника В. Е. Эйжену.

## Награды
- Орден Трудового Красного Знамени (17 ноября 1939 года)[5]